# 斯帕西夫 (利維夫州)
50°26′47″N 24°27′24″E / 50.44639°N 24.45667°E
斯帕西夫（羅馬化：Spasiv）是烏克蘭西部的村莊，隸屬利維夫州的舍普季茨基區。該村面積1.09平方公里，海拔高度209米，2001年人口680，人口密度每平方公里623.85人。